# Vilém V. Oranžský
Vilém V. Oranžský nebo Vilém V. Batávský (nizozemsky Willem V van Oranje-Nassau nebo Willem V Batavus; 8. března 1748 v Haagu – 9. dubna 1806 v Brunšviku) byl poslední nizozemský místodržitel v letech 1751–1795.

## Život
Narodil se v Haagu jako syn Viléma IV. Oranžského a jeho ženy Anny Hannoverské, anglické královské princezny (Princess Royal), nejstarší dcery anglického krále Jiřího II. Měl sotva tři roky, když jeho otec v roce 1751 zemřel. Vilém zdědil místodržitelský úřad po dosažení 18 let věku, v roce 1766, do té doby jeho jménem vládly postupně tři regentky – nejprve do své smrti jeho matka Anna (1751–1759), později do své smrti jeho babička Marie Luisa Hesensko-Kasselská (1759–1765) a poté jeho starší sestra Karolína (od roku 1765); v letech 1759 to 1766 byl spoluregentem Ludwig Ernst von Brunswick-Lüneburg-Bevern, osobní rádce do října 1784.

## Manželství

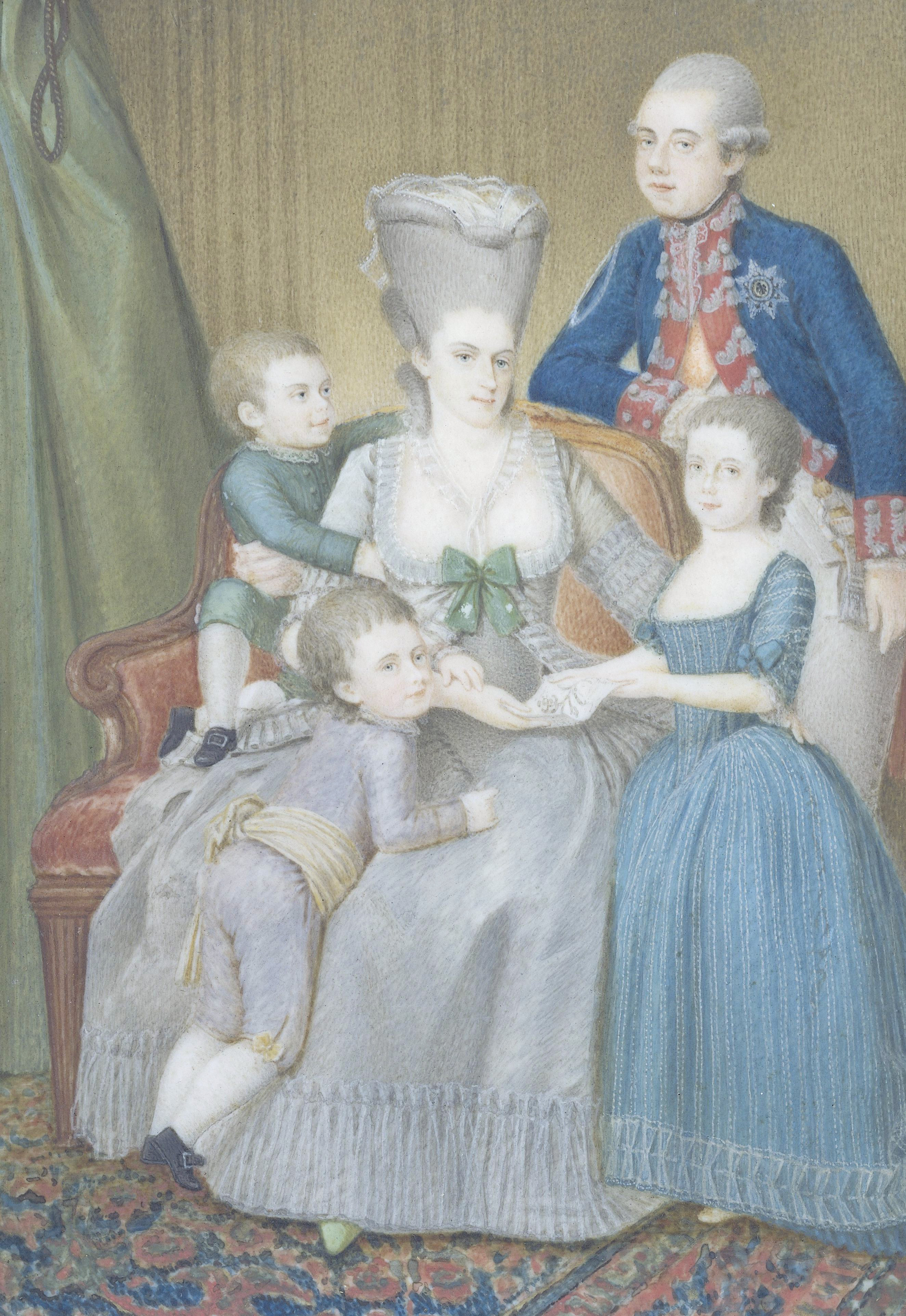
Vilém V. Oranžský a jeho žena Vilemína Pruská se svými třemi dětmi

V roce 1767 se Vilém oženil s pruskou princeznou Vilemínou, sestrou pruského krále Fridricha Viléma II. Vilém V. a Vilemína měli pět dětí, z nichž však první zemřelo den po porodu a třetí se narodilo mrtvé.
- 1. nepojmenovaný syn (*/† 1769)
- 2. Frederika Louisa Vilhelmína (28. 11. 1770 Haag – 15. 10. 1819 Amsterdam)
  - ⚭ 1790 Karl Georg August Brunšvicko-Wolfenbüttelský (8. 2. 1766 Londýn – 20. 9. 1806)
- 3. nepojmenovaný syn (*/† 1771)
- 4. Vilém Frederik (24. 8. 1772 Haag – 12. 12. 1843 Berlín), suverénní kníže spojeného Nizozemí, limburský vévoda, oranžský kníže, lucemburský velkovévoda a nizozemský král v letech 1815–1840
  - ⚭ 1791 Vilemína Pruská (18. 11. 1774 Postupim – 12. 10. 1837 Haag)
- 5. Vilém Jiří Frederik (15. 2. 1774 Haag – 6. 1. 1799 Padova), oranžský kníže, c.k. generál-polní zbrojmistr, svobodný a bezdětný

Vilém V. měl i nemanželského syna, Karla Oranžského, známého též jako Karel Batávský (1767–1808).

## Vláda
V době americké války za nezávislost Nizozemsko zachovávalo neutralitu. Vilém V. stojící na čele proanglické frakce z parlamentu blokoval proamerické a později i profrancouzské snahy o zatažení do války. Nakonec po mnoha politických jednáních a pod tlakem diplomatů amerických i francouzských Sjednocené provincie nový stát, Spojené státy, v roce 1782 uznaly.

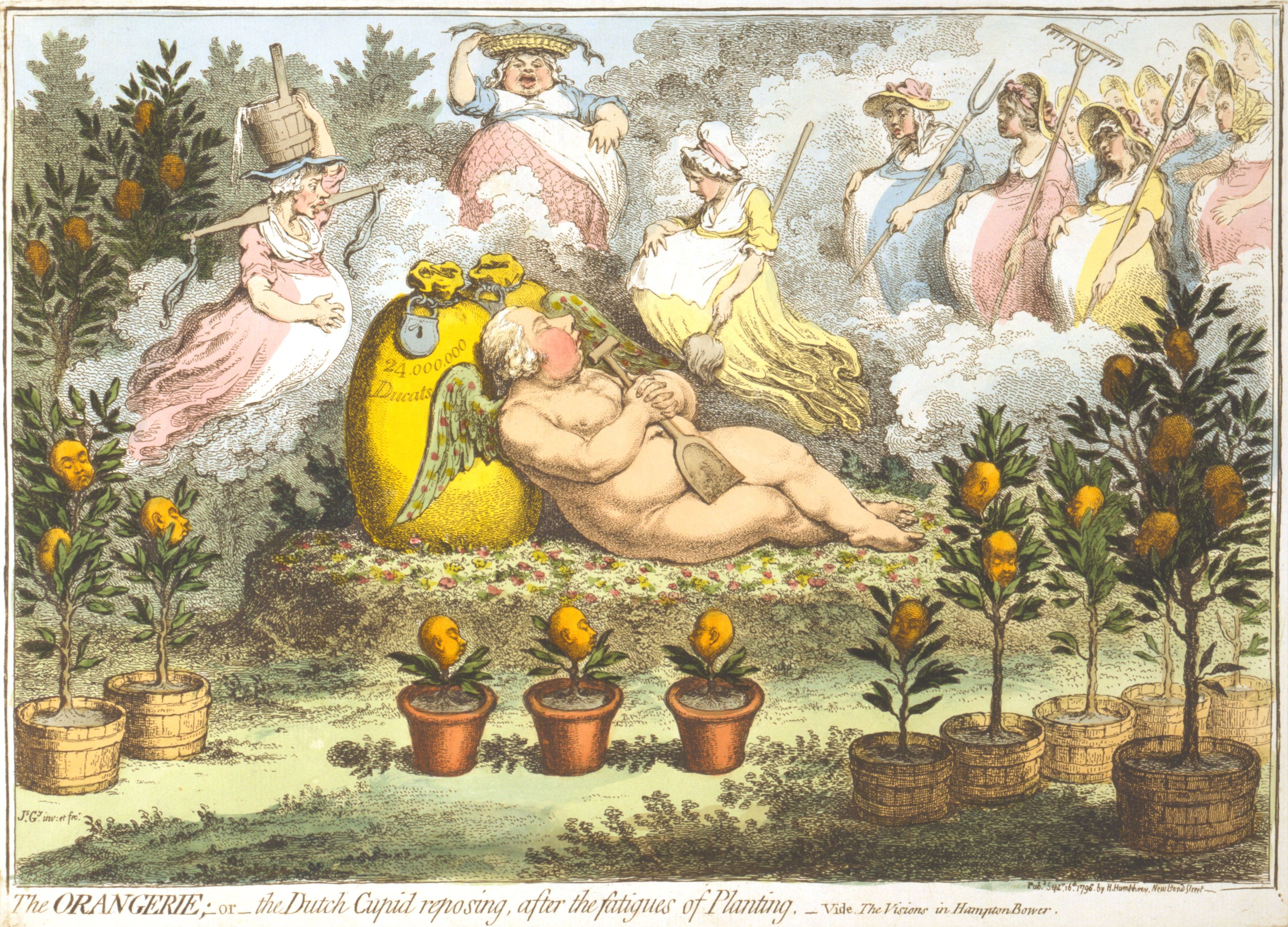
V karikatuře The Orangerie (1796) zobrazil James Gillray Viléma v době anglického exilu jako indolentního Cupida spícího na pytlích peněz, obklopeného těhotnými andílky

Po čtyřech letech byli Nizozemci přemoženi a zubožený národ byl s vládou Viléma V. stále více nespokojen. Skupina mladých revolucionářů, nazývajících se Patrioti, stále panovníka provokovala. Vilém svůj dvůr přestěhoval do Geldernu, provincie vzdálené od politického centra státu, ale tím jeho činnost v tomto směru skončila. Proti přesunu silně protestovala jeho žena Vilemína, která se chtěla vrátit do Haagu, byla však zadržena v Goejanverwellesluis a musela se vrátit do Geldernu. Pro Vilemínu i jejího bratra to byla nesmírná potupa. Fridrich Vilém II. proto vyslal vojsko proti disidentům; Patrioti prchli do Francie, kam se dostali právě ve vypjaté době počátku Velké francouzské revoluce, když byl svržen z trůnu král Ludvík XVI. Podporováni Francií se Patrioti v roce 1795 vrátili z Paříže bojovat ve vlasti. Vilém V. musel prchnout a ukrýt se v Anglii.

## Smrt a následnictví
Vilém V. zemřel ve vyhnanství v německém Brunšviku jako poslední z nizozemských místodržitelů. Jeho tělo se do vlasti vrátilo až po sto padesáti letech a 29. dubna 1958 bylo pochováno v hrobce nizozemské královské rodiny v Nieuwe Kerk v Delftu.
V roce 1813 se do Nizozemska vrátil jeho syn Vilém VI. a jako Vilém I. byl korunován králem nizozemské monarchie (nebyl však prvním nizozemským králem – tím byl Ludvík Bonaparte (1778–1846), který vládl v letech 1806–1810).

## Vyznamenání
Vilém V. byl 568. rytířem Podvazkového řádu.

## Vývod z předků
|                   |                                        |  |                                     |                                    |  |  |  |  |  |  |  | Vilém Fridrich Nasavsko-Dietzský |
|                   |                                        |  |                                     |                                    |  |  |  |  |  |  |  |                                  |
|                   | Jindřich Kazimír II. Nasavsko-Dietzský |  |                                     |                                    |  |  |  |  |  |  |  |                                  |
|                   |                                        |  |                                     |                                    |  |  |  |  |  |  |  |                                  |
|                   |                                        |  |                                     | Albertina Agnes Oranžská           |  |  |  |  |  |  |  |                                  |
|                   |                                        |  |                                     |                                    |  |  |  |  |  |  |  |                                  |
|                   | Jan Vilém Friso                        |  |                                     |                                    |  |  |  |  |  |  |  |                                  |
|                   |                                        |  |                                     |                                    |  |  |  |  |  |  |  |                                  |
|                   |                                        |  |                                     | Jan Jiří II. Anhaltsko-Desavský    |  |  |  |  |  |  |  |                                  |
|                   |                                        |  |                                     |                                    |  |  |  |  |  |  |  |                                  |
|                   | Henrietta Amálie Anhaltsko-Desavská    |  |                                     |                                    |  |  |  |  |  |  |  |                                  |
|                   |                                        |  |                                     |                                    |  |  |  |  |  |  |  |                                  |
|                   |                                        |  |                                     | Henrietta Kateřina Oranžská        |  |  |  |  |  |  |  |                                  |
|                   |                                        |  |                                     |                                    |  |  |  |  |  |  |  |                                  |
|                   | Vilém IV. Oranžský                     |  |                                     |                                    |  |  |  |  |  |  |  |                                  |
|                   |                                        |  |                                     |                                    |  |  |  |  |  |  |  |                                  |
|                   |                                        |  |                                     | Vilém VI. Hesensko-Kasselský       |  |  |  |  |  |  |  |                                  |
|                   |                                        |  |                                     |                                    |  |  |  |  |  |  |  |                                  |
|                   | Karel I. Hesensko-Kasselský            |  |                                     |                                    |  |  |  |  |  |  |  |                                  |
|                   |                                        |  |                                     |                                    |  |  |  |  |  |  |  |                                  |
|                   |                                        |  |                                     | Hedvika Žofie Braniborská          |  |  |  |  |  |  |  |                                  |
|                   |                                        |  |                                     |                                    |  |  |  |  |  |  |  |                                  |
|                   | Marie Luisa Hesensko-Kasselská         |  |                                     |                                    |  |  |  |  |  |  |  |                                  |
|                   |                                        |  |                                     |                                    |  |  |  |  |  |  |  |                                  |
|                   |                                        |  |                                     | Jakub Kuronský                     |  |  |  |  |  |  |  |                                  |
|                   |                                        |  |                                     |                                    |  |  |  |  |  |  |  |                                  |
|                   | Marie Amálie Kuronská                  |  |                                     |                                    |  |  |  |  |  |  |  |                                  |
|                   |                                        |  |                                     |                                    |  |  |  |  |  |  |  |                                  |
|                   |                                        |  |                                     | Luisa Šarlota Braniborská          |  |  |  |  |  |  |  |                                  |
|                   |                                        |  |                                     |                                    |  |  |  |  |  |  |  |                                  |
| Vilém V. Oranžský |                                        |  |                                     |                                    |  |  |  |  |  |  |  |                                  |
|                   |                                        |  |                                     |                                    |  |  |  |  |  |  |  |                                  |
|                   |                                        |  | Arnošt August Brunšvicko-Lüneburský |                                    |  |  |  |  |  |  |  |                                  |
|                   |                                        |  |                                     |                                    |  |  |  |  |  |  |  |                                  |
|                   | Jiří I.                                |  |                                     |                                    |  |  |  |  |  |  |  |                                  |
|                   |                                        |  |                                     |                                    |  |  |  |  |  |  |  |                                  |
|                   |                                        |  |                                     | Žofie Hannoverská                  |  |  |  |  |  |  |  |                                  |
|                   |                                        |  |                                     |                                    |  |  |  |  |  |  |  |                                  |
|                   | Jiří II.                               |  |                                     |                                    |  |  |  |  |  |  |  |                                  |
|                   |                                        |  |                                     |                                    |  |  |  |  |  |  |  |                                  |
|                   |                                        |  |                                     | Jiří Vilém Brunšvicko-Lüneburský   |  |  |  |  |  |  |  |                                  |
|                   |                                        |  |                                     |                                    |  |  |  |  |  |  |  |                                  |
|                   | Žofie Dorotea z Celle                  |  |                                     |                                    |  |  |  |  |  |  |  |                                  |
|                   |                                        |  |                                     |                                    |  |  |  |  |  |  |  |                                  |
|                   |                                        |  |                                     | Éléonore Desmier d'Olbreuse        |  |  |  |  |  |  |  |                                  |
|                   |                                        |  |                                     |                                    |  |  |  |  |  |  |  |                                  |
|                   | Anna Hannoverská                       |  |                                     |                                    |  |  |  |  |  |  |  |                                  |
|                   |                                        |  |                                     |                                    |  |  |  |  |  |  |  |                                  |
|                   |                                        |  |                                     | Albrecht II. Braniborsko-Ansbašský |  |  |  |  |  |  |  |                                  |
|                   |                                        |  |                                     |                                    |  |  |  |  |  |  |  |                                  |
|                   | Jan Fridrich Braniborsko-Ansbašský     |  |                                     |                                    |  |  |  |  |  |  |  |                                  |
|                   |                                        |  |                                     |                                    |  |  |  |  |  |  |  |                                  |
|                   |                                        |  |                                     | Žofie Markéta Oettingenská         |  |  |  |  |  |  |  |                                  |
|                   |                                        |  |                                     |                                    |  |  |  |  |  |  |  |                                  |
|                   | Karolina z Ansbachu                    |  |                                     |                                    |  |  |  |  |  |  |  |                                  |
|                   |                                        |  |                                     |                                    |  |  |  |  |  |  |  |                                  |
|                   |                                        |  |                                     | Jan Jiří I. Sasko-Eisenašský       |  |  |  |  |  |  |  |                                  |
|                   |                                        |  |                                     |                                    |  |  |  |  |  |  |  |                                  |
|                   | Eleonora Sasko-Eisenašská              |  |                                     |                                    |  |  |  |  |  |  |  |                                  |
|                   |                                        |  |                                     |                                    |  |  |  |  |  |  |  |                                  |
|                   |                                        |  |                                     | Johana ze Sayn-Wittgenstein        |  |  |  |  |  |  |  |                                  |
|                   |                                        |  |                                     |                                    |  |  |  |  |  |  |  |                                  |